# MicroCarb
MicroCarb は、フランス国立宇宙研究センター(CNES)によって開発されている地球観測衛星である。地球温暖化の原因物質である二酸化炭素の濃度を専門に観測する人工衛星としては欧州初のミッションとなり、現在は UKSAが計画に参加して2025年の打ち上げが予定されている。

## 概要
温室効果ガスである大気中の二酸化炭素を宇宙から観測する人工衛星MicroCarbは、その大気吸収スペクトル（短波長赤外線）を観測して地球全球マッピングを行い、二酸化炭素の排出源と吸収源を明らかにすると共にその季節変動を調べる。
CNESによって2010年6月より研究が開始され、第21回気候変動枠組条約締約国会議（COP21）がパリにおいて開催中の2015年12月8日、フランス政府はMicroCarbの予算化と最初の2500万ユーロの投入を発表し、2017年にはさらに7500万ユーロが追加された。これらの資金はフランス政府の特別予算「未来への投資プログラム（Programme Investissement d'Avenir：PIA）」から拠出されている。最終的なプロジェクトの費用総額は1億7500万ユーロとみられる
。
2017年4月にはイギリス宇宙局(UKSA)がMicroCarb計画に加わる協定に調印し
、同年11月に衛星の組み立てと試験をタレス・アレニア・スペースが担当することが発表された
。
イギリスはさらに2021年のCOP26において新たな資金提供を含む協定に署名している
。
温室効果ガスの観測衛星としては日本のGOSATシリーズ（2009年および2018年）、アメリカのOCO-2（2014年）、中国のTANSAT（2016年）に続くミッションであるが、新型コロナウィルス流行のロックダウンやロシアによるウクライナ侵攻などの影響によって、打ち上げは当初の計画であった2020年から遅れており、現在は2025年5月を予定して打ち上げ準備が進められている
。

## 観測機器
地球に向けられたMicroCarbの観測装置は、地表に反射する太陽光を取り込んで波長ごとのスペクトルに分解し、大気中の二酸化炭素によって吸収される近赤外線の波長帯でその反射の強さを測定する。観測点における二酸化炭素の濃度をこの測定値によって決定し、衛星直下をスキャンする通常の観測モードの他、近赤外線をほとんど吸収してしまう海上の二酸化炭素濃度を観測する際は衛星の姿勢を制御して太陽光の海面反射領域（サングリント）を指向する観測モードを持つ。
地表解像度は4.5km×9kmで、スペクトルの分離にはエシェル回折格子を使用し、二酸化炭素の吸収を観測する波長（1605nmおよび2034nm）ごとに検出器にかけられる。
装置はCNESの小型衛星プラットフォームMYRIADEに搭載可能なようコンパクトにまとめられており、二酸化炭素濃度の観測精度は先行するミッションの同等以上（濃度1ppm、誤差0.3％）を目指している。
この観測装置はフランスの気候環境科学研究所（Laboratoire des Sciences duClimat et de l’Environnement、LSCE) およびラプラス研究所（Institut Pierre Simon Laplace、IPSL）によって開発され、エアバス・ディフェンス・アンド・スペース社によって製作された。